# AS Corps Enseignement
Association Sportive du Corps Enseignement w skrócie AS Corps Enseignement – madagaskarski klub piłkarski mający swą siedzibę w mieście Toliara, grający niegdyś w pierwszej lidze madagaskarskiej.
Zespół AS Corps Enseignement trzykrotnie zostawał mistrzem Madagaskaru (1974, 1975, 1977). Obecnie (2014) nie gra w najwyższej lidze madagaskarskiej.
Drużyna trzykrotnie grała w Afrykańskiej Lidze Mistrzów. Pierwszy raz miała grać w roku 1975, jednak do meczu na wyjeździe z zambijskim Green Buffaloes FC ostatecznie nie doszło (piłkarze z Madagaskaru nie polecieli do Zambii i tym samym przegrali walkowerem). W pierwszej rundzie w następnym roku, mistrzowie Madagaskaru wylosowali tanzańską Simbę SC. Po pierwszym meczu na Madagaskarze bliżej awansu byli piłkarze AS Corps, gdyż wygrali z gośćmi 4–2. Na wyjeździe ponieśli jednak porażkę 1–4, tym samym odpadając z rozgrywek. 
Ostatni raz w Afrykańskiej Lidze Mistrzów grali w 1978 roku. W pierwszej rundzie zmierzyli się z mistrzem Lesotho Matlama FC. W pierwszym meczu u siebie, Madagaskarczycy przegrali z Lesotyjczykami 1–2. Mecz wyjazdowy nie odbył się, a walkower 3–0 pozwolił awansować zespołowi z Lesotho.

## Sukcesy
- I liga[1]:
  - mistrzostwo (3):  1974, 1975, 1977.

## Występy w afrykańskich pucharach
| Sezon | Rozgrywki       | Runda | Kraj     | Klub               | Dom | Wyjazd | Dwumecz |
| ----- | --------------- | ----- | -------- | ------------------ | --- | ------ | ------- |
| 1975  | Puchar Mistrzów | 1     | Zambia   | Green Buffaloes FC | –   | –      | –       |
| 1976  | Puchar Mistrzów | 1     | Tanzania | Simba SC           | 4–2 | 1–4    | 5–6     |
| 1978  | Puchar Mistrzów | 1     | Lesotho  | Matlama FC         | 1–2 | –      | 1–2     |

## Stadion
Domowe mecze klub rozgrywa na stadionie o nazwie Stade Maître Kira w Toliara, który może pomieścić 5000 widzów.